# Ягуби, Мохаммад Мехди
Мохаммад Мехди Ягуби (перс. محمد مهدی يعقوبی ‎, 2 апреля 1930, Казвин, Персия — 25 сентября 2021, Иран) — иранский борец вольного стиля, призёр чемпионатов мира и Олимпийских игр.

## Биография
Родился в Казвине. В 1951 году завоевал бронзовую медаль чемпионата мира. В 1952 году принял участие в Олимпийских играх в Хельсинки, но неудачно. В 1956 году завоевал серебряную медаль Олимпийских игр в Мельбурне. На Олимпийских играх в Риме в 1960 году занял 7-е место.